# Alopecosa subsolitaria
Alopecosa subsolitaria là một loài nhện trong họ Lycosidae.
Loài này thuộc chi Alopecosa. Alopecosa subsolitaria được Savelyeva miêu tả năm 1972.